# Жулиана Гарнье

Жулиана Гарнье (Гренье) (Juliane Garnier) (ум. 1213/1216) — сеньора Цезареи (Иерусалимское королевство).
Родилась не ранее 1160 и не позднее 1166 года. Дочь Гуго Гарнье и Изабеллы фон Готман. Их наследниками были Ги (ум. 1176/1182) и Готье II (убит в битве при Акре 1189/1191) — братья Жулианы.
В 1187 году владения Гарнье захватил султан Саладин, и вскоре после этого Готье II умер бездетным. Жулиана Гарнье приняла титул сеньоры Цезареи и в 1191 г. в результате Третьего крестового похода утвердила свою власть в наследственном княжестве.
Первым мужем Жулианы Гарнье (свадьба не позднее 1182) был Ги Бризбар, сын Ги II Бризбара, сеньора Бейрута. Он умер самое позднее в 1192 году, после чего Жулиана вышла замуж за Эймара де Лерона, который после её смерти вступил в орден Госпитальеров.
Жулиана Гарнье умерла между октябрём 1213 и февралём 1216 года. С её смертью прекратилась кесарийская ветвь рода Гарнье. Ей наследовал сын от первого брака — Готье III Бризбар.